# 完顏冶訶
完颜冶诃，（?—?），女真部落勃堇。

## 生平
完颜冶訶世系出自乌骨廼，居住在神隱水完顏部，為其部勃堇。與同部人把裏勃堇，斡泯水蒲察部胡都化勃堇、廝都勃堇，泰神忒保水完顏部安團勃堇，統門水溫蒂痕部活裏蓋勃堇，俱來歸顺，女真完颜部自此更加强大。
完颜颇剌淑拒桓赧已再失利，完颜劾里钵命歡都、冶訶，以本部謀克之兵助之。冶訶與歡都常在劾里钵左右，参与谋划亲临战阵。

## 后事
天會十五年（1137年），贈銀青光祿大夫。明昌五年，贈特進，諡忠濟，與代國公歡都、特進劾者、開府儀同三司盆納、儀同三司拔達，俱配享世祖廟廷。

## 家庭
子：
- 阿魯補
- 骨赧
- 訛古乃
- 散荅
  - 蒲查